# Dirck Crabeth

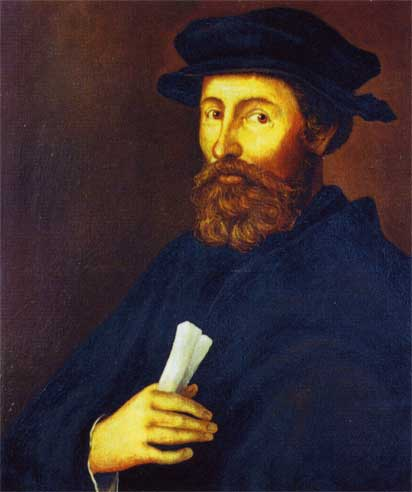
Dirck Crabeth

Dirck Crabeth (* um 1505 in Gouda; † 1574 in Gouda) war ein bedeutender niederländischer Glasmaler seiner Zeit.

## Leben
Dirck Crabeth war ein Mitglied der bekannten Maler- und Glasmaler-Familie Crabeth. Sein genaues Geburtsdatum ist nicht bekannt und wurde aus anderen Lebensdaten rekonstruiert. Er war ein Sohn von Pieter Crepel (Crippled Peter) Crabeth und der ältere Bruder des ebenfalls bekannten Glasmalers Wouter Crabeth. Sein Vater stammte wahrscheinlich aus Cuijk in Brabant und ließ sich um 1511 in Gouda nieder. Es wird angenommen, dass er ein Gymnasium besucht hat, da er sehr gut Latein und wahrscheinlich auch Griechisch beherrschte. Dirck erhielt eine künstlerische Ausbildung in Antwerpen und war ein Schüler von Jan Swart van Groningen. Dirck Crabeth wurde unter anderem von Jan van Scorel, Maarten van Heemskerck und Frans Floris (Antwerpen) beeinflusst. Zwischen 1535 und 1540 übernahm er die Werkstatt seines Vaters und wird erstmals im Jahre 1539 erwähnt, als er einen Auftrag von Floris van Egmond für ein Fenster in der Catherijnekerk in Utrecht erhielt. Er erhielt außerdem weitere Aufträge, so unter anderem für die neue Kirche Den Haag, die alte Kirche in Amsterdam und ein verlorengegangenes Fenster für die Kirche in Boskoop. Sein Hauptwerk und den Höhepunkt seiner Karriere stellen die zehn Fenster dar, die er 1555 bis 1571 für die Sint Janskerk in Gouda geschaffen hat. Auch danach schuf er weitere Glasfenster für andere Kirchen, so für die alte Kirche in Delft und ein Fenster für eine Einrichtung in Oud-Beijerland.
Wann er genau heiratete, ist nicht bekannt, lediglich, dass seine Frau 1557 starb. Die Ehe blieb offensichtlich kinderlos.

## Werke
- Haarlem, Teylers Museum
  - Zeichnung, Die Anbetung der Könige, Jahr unbekannt
- Utrecht, Catherijnekerk
  - Glasfenster, Titel unbekannt, 1539
- Leiden, Privatbesitz (Adriaen Dircksz. van Crimpen), heute Paris
  - 12 kleinere Glasfenster, Szenen aus dem Leben des Propheten Samuel und des Apostels Paulus, 1543
- Den Haag, Nieuwe Kerk
  - Die Verkündigung, um 1547
- Boskoop
  - Glasfenster für eine Kirche, Titel unbekannt, beauftragt: 1549 bis 1550
- Amsterdam, Rijksmuseum
  - Allegorie mit Christus als Salvator mundi, vermutlich frühe 1550er Jahre
- Amsterdam, Oude Kerk
  - Der Tod der Jungfrau, um 1552
- Gouda, Sint Janskerk
  - Jesus von Johannes getauft, 1555
  - Die erste Predigt Jesu, 1556
  - Die Frage, die man Jesus stellte, im Namen Johannes des Täufers, 1556
  - Die Einweihung des Tempels durch König Salomo – Das Abendmahl, 1557
  - Philippus, predigend, heilend, taufend, 1559
  - Predigt Johannes des Täufers, 1562
  - Jona und der Walfisch, vor 1565
  - Die Tempelreinigung, 1567
  - Judith enthauptet Holofernes, 1571
  - Bileam und die sprechende Eselin , vor 1572
- Delft, Oude Kerk
  - Glasfenster (nicht mehr erhalten), Titel unbekannt, 1561 bis 1565
- Oud-Beijerland
  - Glasfenster, Titel unbekannt

## Bilder

Glasfenster von Dirck Crabeth in der Sint Janskerk in Gouda
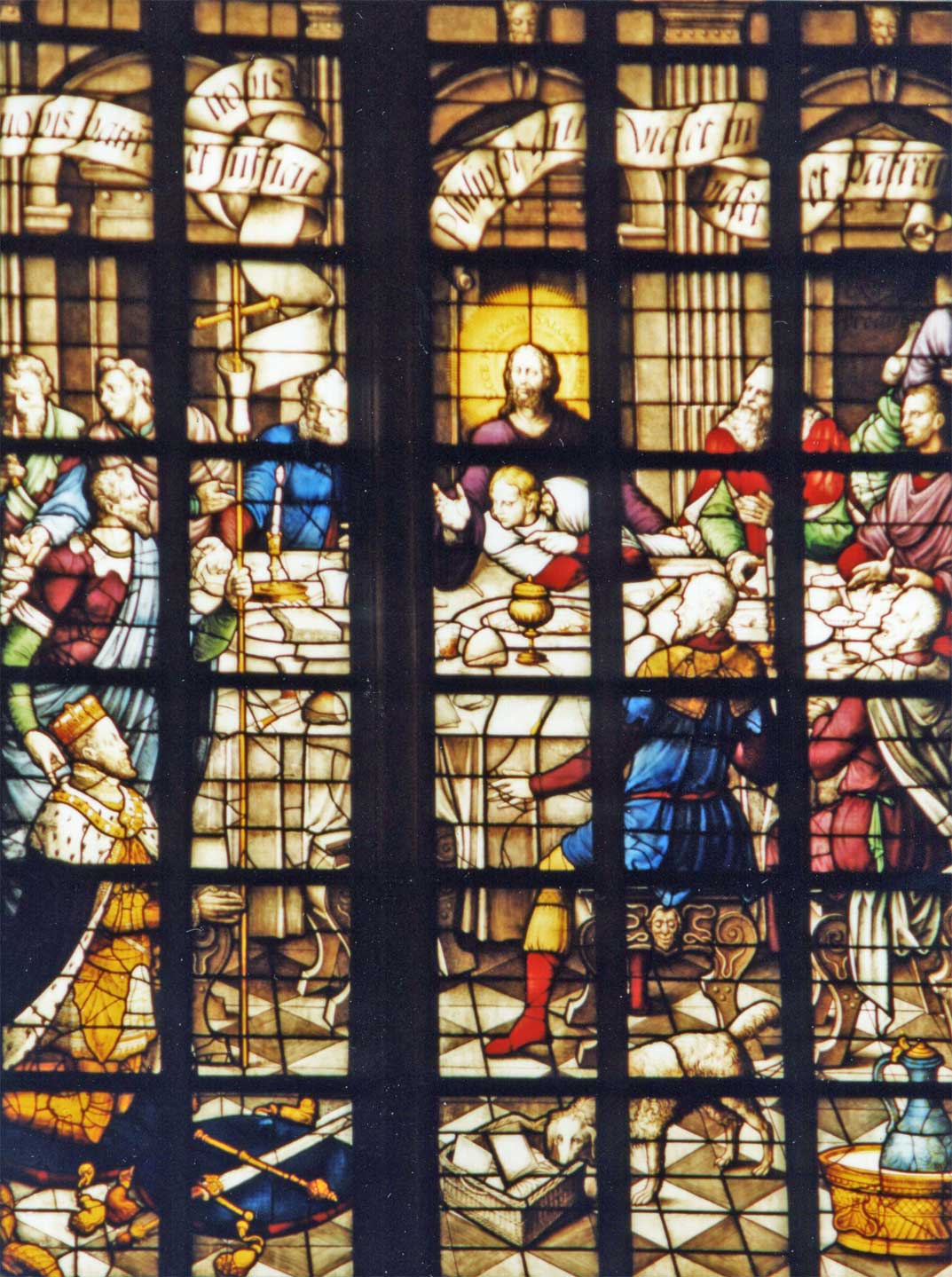
Das Abendmahl, 1557
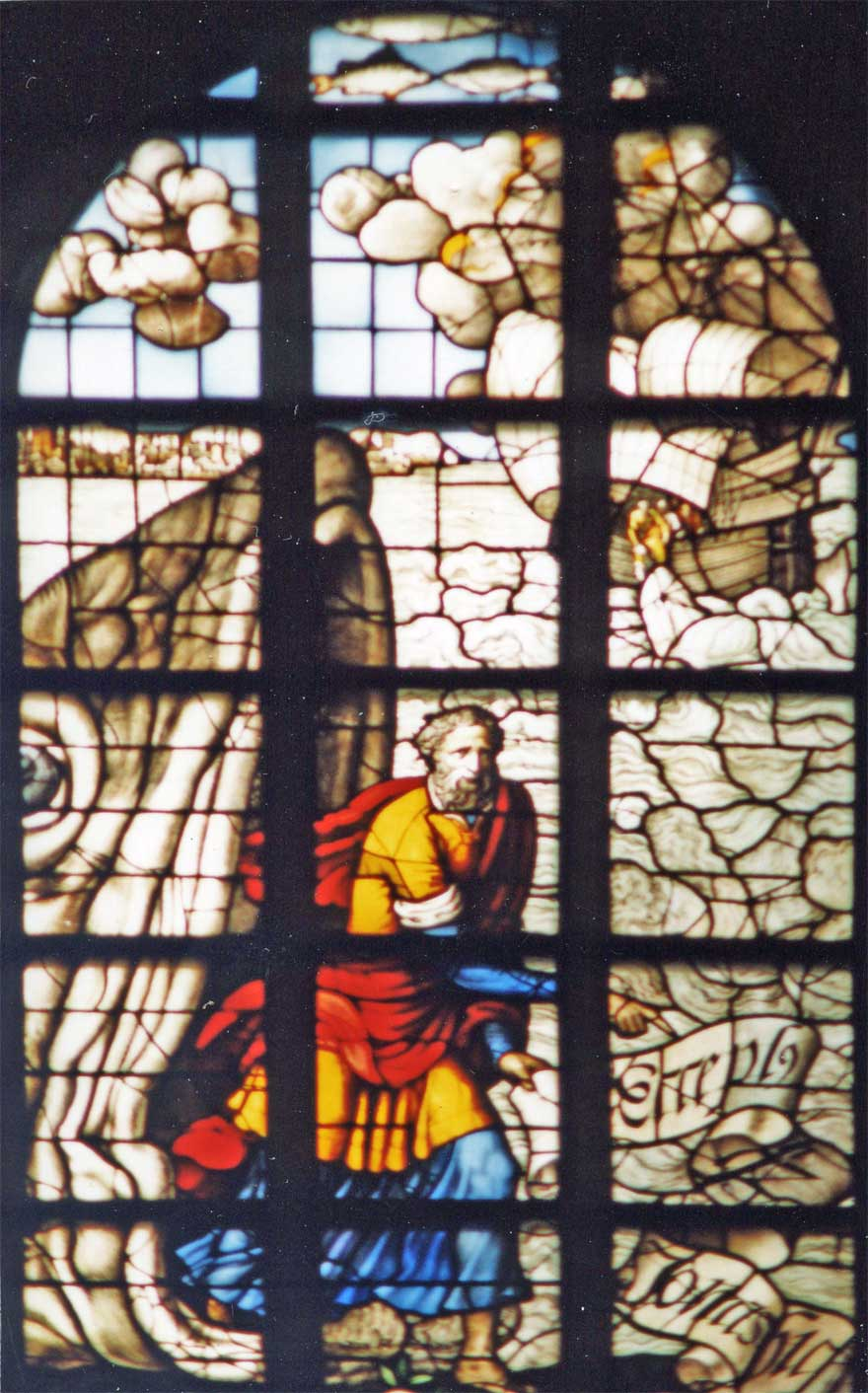
Jona und der Walfisch, 1565
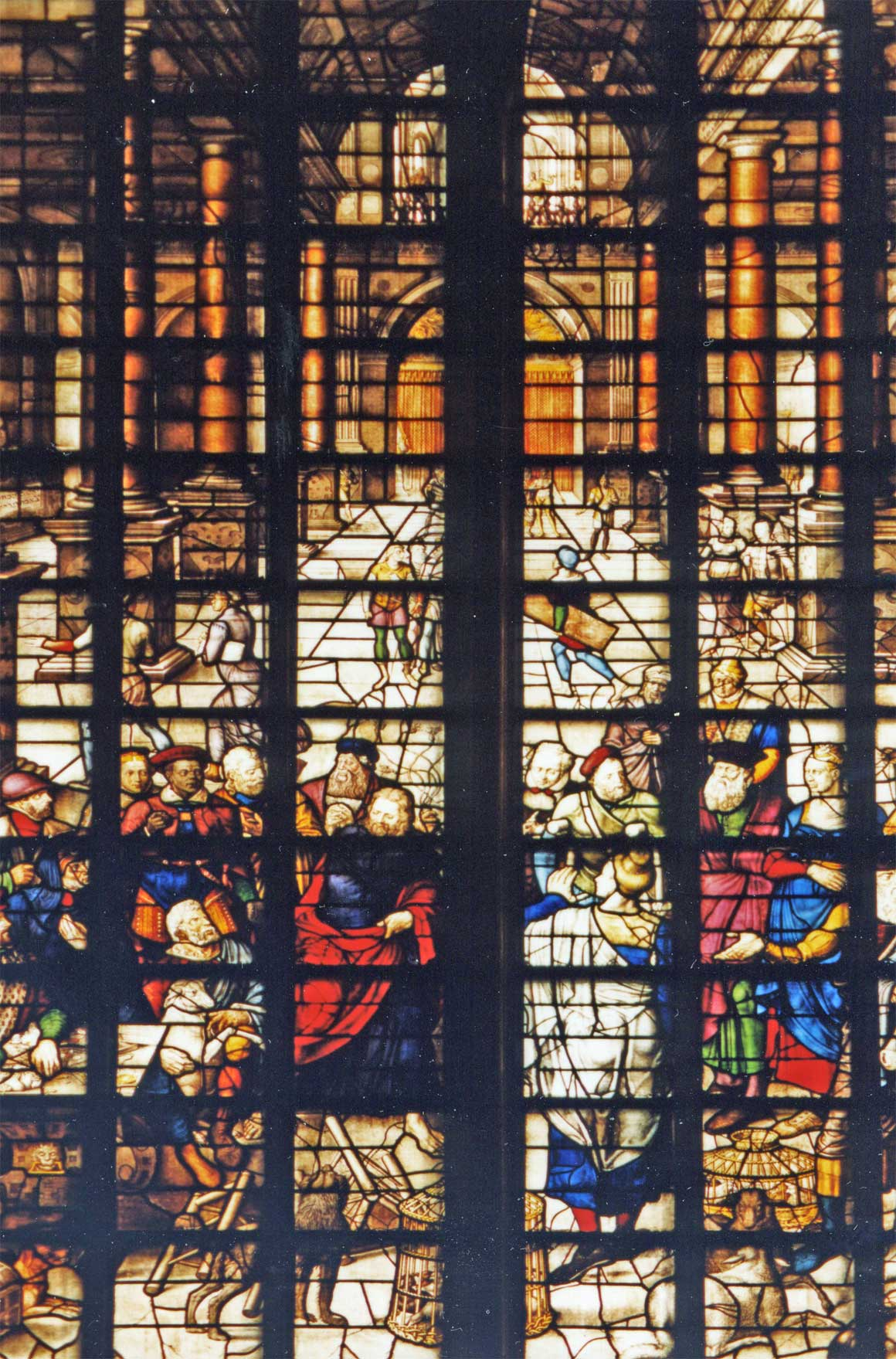
Die Tempelreinigung, 1567
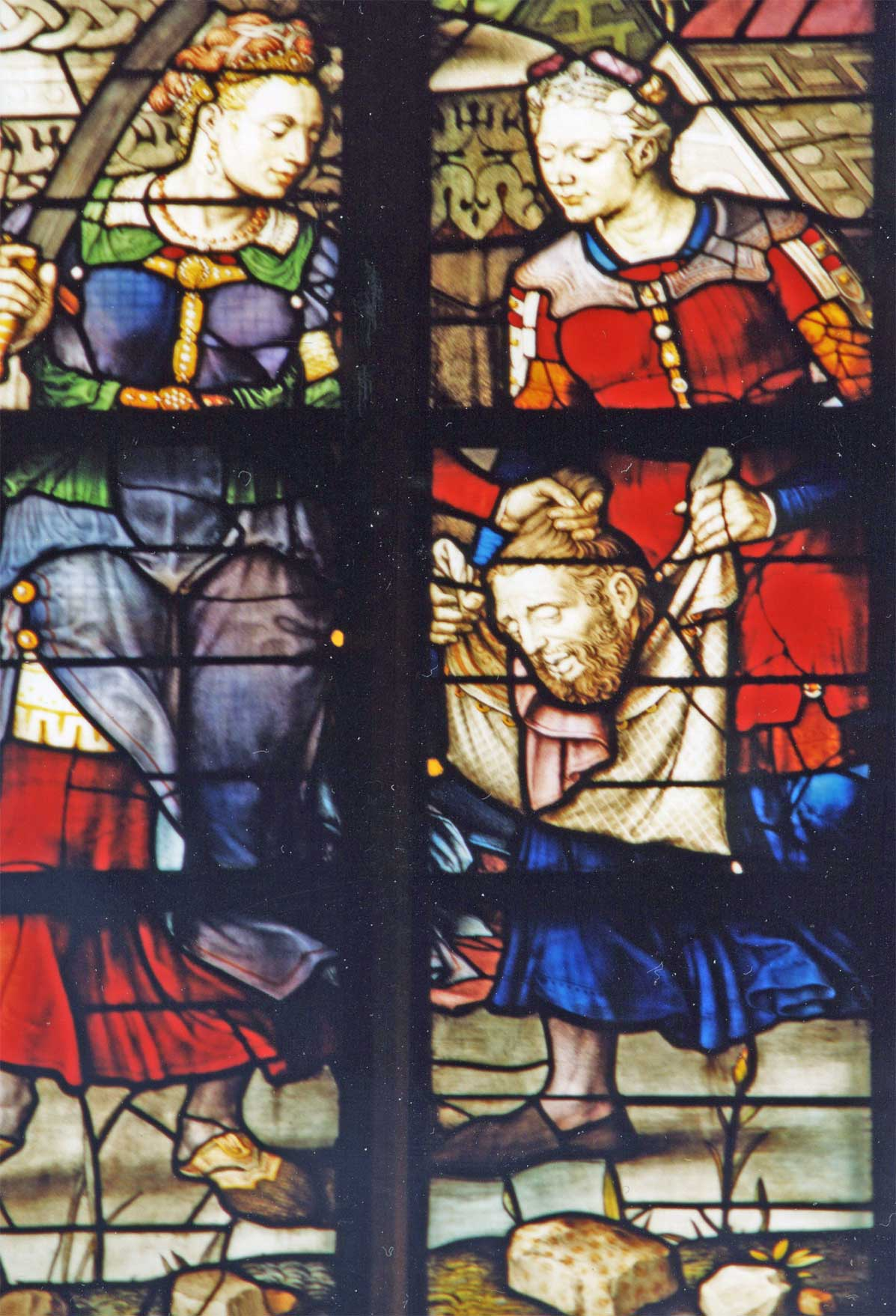
Judith enthauptet Holofernes, 1571